# Steve De Wolf
Pour les articles homonymes, voir De Wolf.
Steve De Wolf (né le 31 août 1975 à Ninove) est un coureur cycliste belge, professionnel de 1997 à 2003.

## Palmarès
- 1993
  - Champion du Brabant sur route juniors
  - 3eb étape de la Ster van Zuid-Limburg
  - 2e de la Flanders-Europe Classic
  - 3e de Liège-La Gleize
- 1995
  - Trophée cycliste international Jerry Blondel
  - 2e du championnat du Brabant sur route
- 1996
  - Vaux-Eupen-Vaux
  - 3e du Circuit de Wallonie
  - 3e de la Flèche namuroise
- 1997
  - 3e du Tour de Vendée

## Résultats sur les grands tours

### Tour de France
1 participation
- 1999 : 41e

### Tour d'Espagne
3 participations
- 1998 : 65e
- 2001 : abandon (10e étape)
- 2002 : abandon (8e étape)